# Hrašćina
Hrašćina est un village et une municipalité située dans le comitat de Krapina-Zagorje, en Croatie. Au recensement de 2001, la municipalité comptait 1 826 habitants, dont 99,73 % de Croates et le village seul comptait 115 habitants.

## Localités
La municipalité de Hrašćina compte 10 localités :
| - Domovec - Donji Kraljevec - Gornjaki - Gornji Kraljevec - Hrašćina | - Husinec - Jarek Habekov - Maretić - Trgovišće - Vrbovo |